# Запереводське
Заперево́дське — село в Україні, у Прилуцькому районі Чернігівської області. Населення 2001 року становило 25 осіб. Входить до складу Яблунівської сільської громади. Доправа по березі ставка — зняте з обліку 2012 року с. Козин.

## Історія
Після 1781 року належало до Пирятинського повіту спочатку Чернигівского намісництва, а з часом до Полтавської губерніі.
Хутір був приписан до Георгіївської церкви у Білошапках.
Найдавніше знаходження на мапах 1826-1840 рік як Запереводські.
У 1862 році на хуторі козачому Запереводський було 12 дворів де жило 72 особи
У 1911 році на хуторі Запереводський  жило 153 особи
До 2020 року орган місцевого самоврядування — Білошапківська сільська рада.

## Населення

### Мова
Розподіл населення за рідною мовою за даними перепису 2001 року:
| Мова       | Кількість | Відсоток |
| ---------- | --------- | -------- |
| українська | 23        | 92%      |
| російська  | 2         | 8%       |
| Усього     | 25        | 100%     |